# Terakaft
Terakaft („Die Karawane“ auf Tamascheq, der Sprache der Tuareg) ist eine 2001 gegründete Musikgruppe des Genres Tuareg Blues. Sie gelten als Pioniere des Wüstenrocks in der Sahara.

## Geschichte
Sanou Ag Ahmed gründete Terakaft 2001 zusammen mit Kedou als Duo. Ab 2007 war man eine Band, dann auch mit Liya Ag Ablil Diara, der bereits vorher vereinzelt mit Terakaft zusammengearbeitet hat. Die beiden Franzosen Nicolas Grupp und Andrew Sudhibhasilp vervollständigen das aktuelle Quartett.
Im Laufe der Jahre haben weitere Musiker mit Terakaft zusammengearbeitet: Rhissa ag Ogham, der 2010 bei einem Autounfall in der Sahara starb; Abdallah ag Ahmed, der die Band 2010 verlassen hat und durch den Franzosen Mathias Vaguenez ersetzt wurde. Mathieu Rousseau war im Jahr 2012 bei einigen Auftritten dabei. Ibrahim Ahmed dit Pino war bis Ende 2013 am Bass, danach spielte er eine Hauptrolle im Film Timbuktu.

## Mitglieder
- Liya ag Ablil (aka Diara) – Gitarre, Gesang
- Sanou ag Ahmed – Gitarre, Gesang
- Andrew Sudhibhasilp – Bass
- Nicolas Grupp – Schlagzeug

## Diskografie
Alben
- 2007: Bismilla (The Bko Sessions) (Tapsit)
- 2008: Akh Issudar (Tapsit)
- 2010: Aratan N Azawad (World Village)
- 2012: Kel Tamasheq (World Village)
- 2015: Alone (Ténéré) (Out Here Records)